# Assoro
Assoro is een gemeente in de Italiaanse provincie Enna (regio Sicilië) en telt 5380 inwoners (31-12-2004). De oppervlakte bedraagt 111,4 km², de bevolkingsdichtheid is 48 inwoners per km².
De volgende frazioni maken deel uit van de gemeente: Assoro, San Giorgio.

## Demografie
Assoro telt ongeveer 2037 huishoudens. Het aantal inwoners steeg in de periode 1991-2001 met 1,4% volgens cijfers uit de tienjaarlijkse volkstellingen van ISTAT.
| Jaar | Inwoneraantal |
| ---- | ------------- |
| 1991 | 5319          |
| 2001 | 5393          |

## Geografie
De gemeente ligt op ongeveer 850 m boven zeeniveau.
Assoro grenst aan de volgende gemeenten: Agira, Enna, Leonforte, Nissoria, Piazza Armerina, Raddusa (CT), Ramacca (CT), Valguarnera Caropepe.

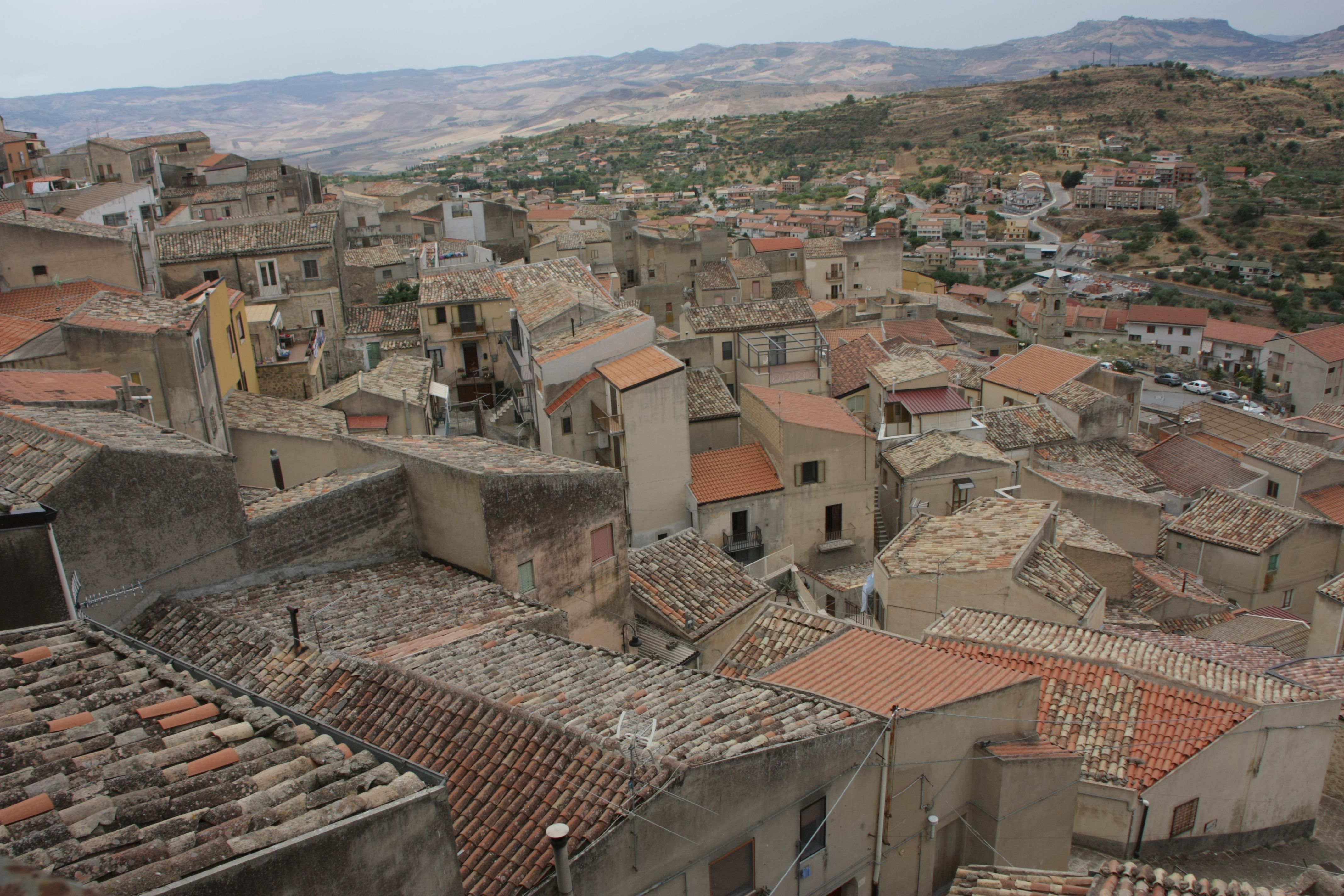
Assoro

Agira · Aidone · Assoro · Barrafranca · Calascibetta · Catenanuova · Centuripe · Cerami · Enna · Gagliano Castelferrato · Leonforte · Nicosia · Nissoria · Piazza Armerina · Pietraperzia · Regalbuto · Sperlinga · Troina · Valguarnera Caropepe · Villarosa
1. ↑  https://demo.istat.it/?l=it.